# 271. pehotni polk (Italija)
271. pehotni polk Potenza je bil pehotni polk Kraljeve italijanske kopenske vojske.

## Zgodovina
Med prvo svetovno vojno je polk deloval na soški fronti.